# 鎌田典三郎
鎌田 典三郎（かまた のりさぶろう、1928年11月10日 - 1999年3月20日）は、日本の音楽家、音楽教育者。秋田県生まれ。

## 来歴
秋田県南秋田郡払戸村（1956年琴浜村に合併後、町制施行で若美町となり、2005年に男鹿市に合併）生まれ。朝鮮清州師範学校音楽科卒。海軍生活の後、当時の男鹿町の小学校で教鞭をとる。
同じく秋田出身の石井漠に見出されて上京し、1951年、東京都大田区の大田区立西六郷小学校に赴任した。

## 合唱指導者として
1955年、放課後、音楽室で歌唱指導を始めたのを元にし、ウィーン少年合唱団を模して、合唱団を結成した。これが、西六郷少年合唱団(のちの西六郷少年少女合唱団)である。
1960年代、各合唱コンクールにおいて、優秀な成績を修めた。
また、NHK教育テレビの音楽番組「歌はともだち」、「歌のメリーゴーランド」など、相次いでレギュラー出演した。
“合唱の西六”との名を全国に知らせる活躍を果たした。
これは、独自のスパルタ教育が功を奏した結果と言われる。
また、編曲者として多数の合唱曲の編曲に携わっている。

## 晩年
1998年に末期癌と診断され、病気と闘いながら合唱団の定期コンサートの準備を行っていた。
1999年3月20日死去、享年71。
なお、合唱団については、「1999年5月3日のコンサートをもって合唱団を解散させる」と内外に表明していた。

## 参考書籍
- 尾見敦子『西六郷に歌声響け～鎌田典三郎の合唱教育』 音楽之友社、1987年

※雑誌「教育音楽・小学版」に1985～86年に連載された記事の単行本版